# A Modern Ananias
A Modern Ananias est un film muet américain réalisé par Otis Thayer et sorti en 1912.

## Fiche technique
- Titre : A Modern Ananias
- Réalisation : Otis Thayer
- Producteur :  William Selig
- Société de production : Selig Polyscope Company
- Société de distribution : Selig Polyscope Company
- Pays d'origine :  États-Unis
- Langue : film muet avec les intertitres en anglais
- Format : Noir et blanc — 35 mm — 1,33:1 — Muet
- Genre : Comédie
- Durée : 6 minutes 40
- Dates de sortie : 
  -  États-Unis :12 janvier 1912

## Distribution
- William Duncan : Will Deming
- Myrtle Stedman : Mrs Will Deming
- Rex De Rosselli
- Charles Canterbery
- Olive Finney